# Mosaik
Mosaik（モザイク）は、スウェーデン出身のアーティスト。その独特な作風はメロディアスで幻想的と形容される。リリースする曲のスタイルによって複数の名義を使い分けており、例としては"Radix"などが挙げられる。
クリエイティブ・コモンズの著作権形態をとっており、WEBサイトから自らの楽曲の大半をダウンロード可能(商用は不可)。